# Gammarus mladeni
Gammarus mladeni is een vlokreeftensoort uit de familie van de Gammaridae. De wetenschappelijke naam van de soort is voor het eerst geldig gepubliceerd in 1977 door Karaman & Pinkster. Zij vernoemde de soort naar Dr. Mladen Karaman
die een deel van het bestudeerde materiaal verzamelde.
Mannelijke dieren van deze in het zuiden / zuidoosten van aziatisch Turkije voorkomende soort kunnen 18,5 mm groot worden.